# Hundskatt

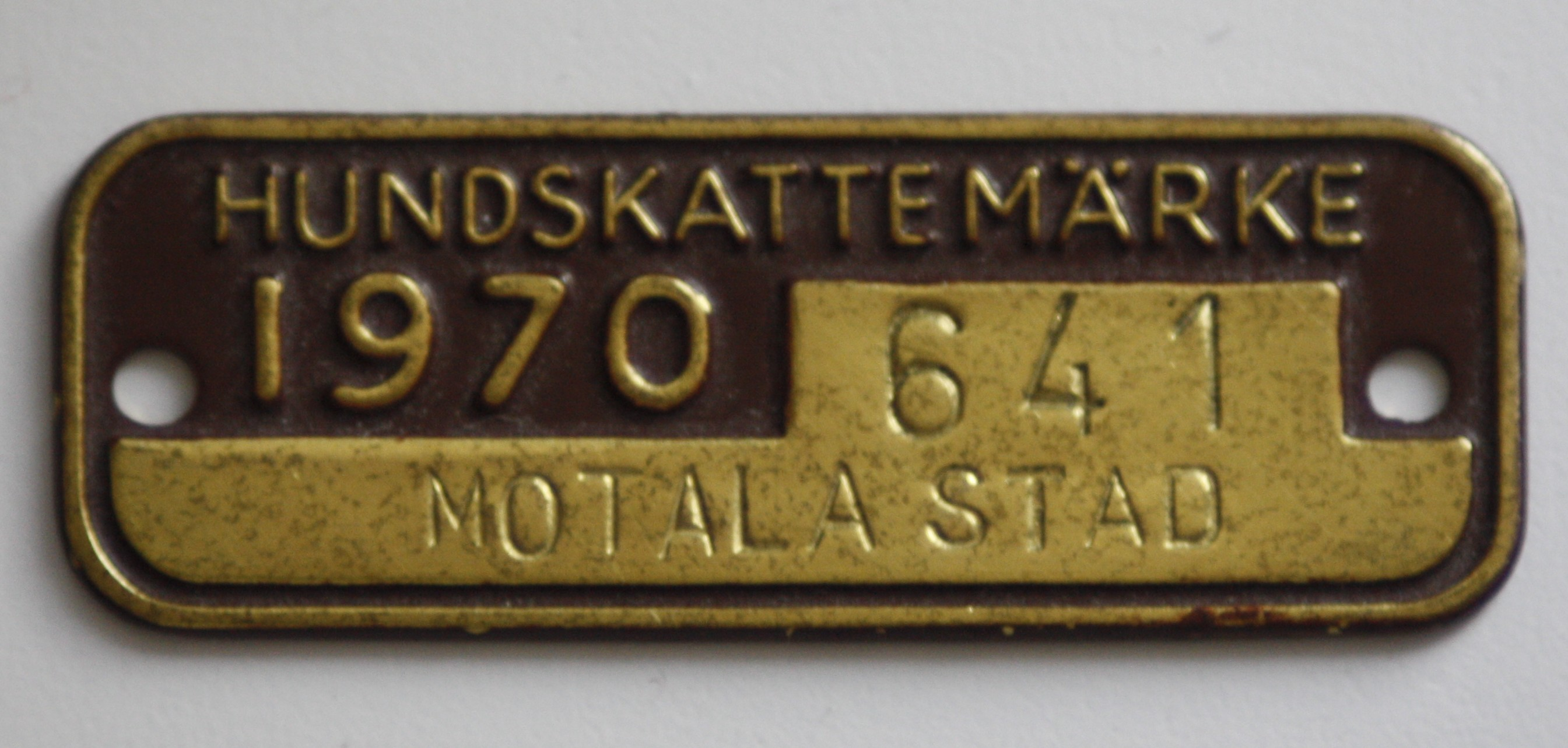
Hundskattemärket, som fästes vid hundens halsband, visade att hundskatten var betald.

Hundskatt var en mellan 1923 och 1996 i Sverige uttagen kommunal skatt för hundar äldre än tre månader. En del hundar undantogs dock från skatten, bland annat de hundar som användes inom renskötseln av samer, av forskare som försöksdjur, av försvarsmakten, räddningstjänsten, polisväsendet eller tullverket eller som ledarhund av synskadad.
Hundskatt har även förekommit tidigare. 1812 års riksdag införde hundskatt som gällde under en kortare period och 1861 kom  ett riksdagsbeslut som lät kommuner ta ut högst 5 riksdaler riksmynt per år vilket senare höjdes till max 15 riksdaler  riksmynt.

## Bilder

Hundskatt
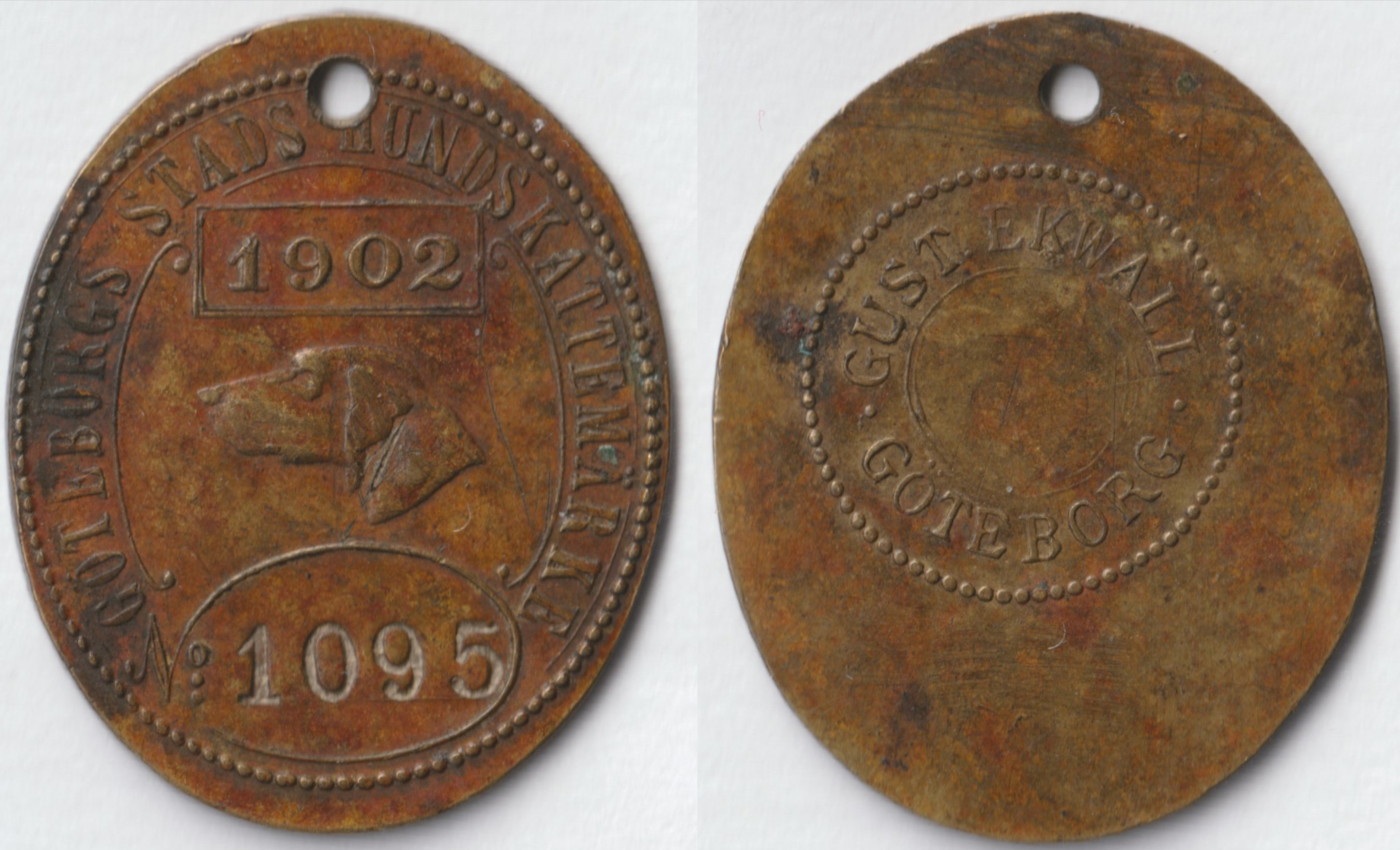
Hundskattemärke från Göteborg, 1902. Gravyr av Gustaf Ekwall.
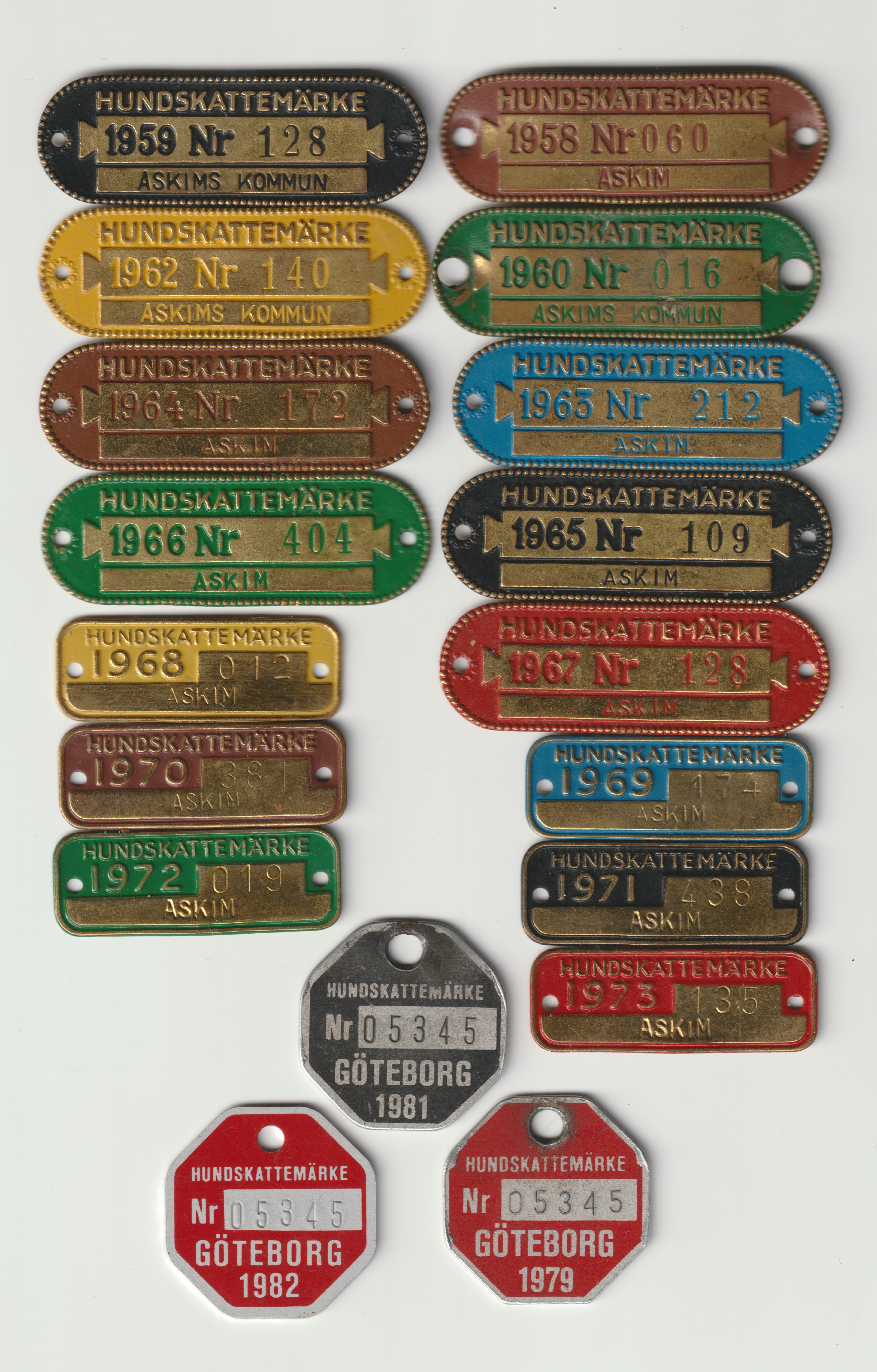
Hundskattemärken från Askim och Göteborg, 1958-1982.